# Tournoi de clôture du championnat du Panama de football 2017
Navigation
Saison précédente Saison suivante
Le Tournoi Clausura 2017 est le vingtième tournoi saisonnier disputé au Panama.
C'est cependant la 39e fois que le titre de champion du Panama est remis en jeu.
Lors de ce tournoi, le Deportivo Árabe Unido a tenté de conserver son titre de champion du Panama face aux neuf meilleurs clubs panaméens.
Chacun des dix clubs participant est confronté deux fois aux neuf autres équipes. Puis les quatre meilleurs se sont affrontés lors d'une phase finale à la fin du tournoi.
Seulement une place était qualificative pour la Ligue des champions de la CONCACAF. Deux places en Ligue de la CONCACAF étaient attribuées à l'issue de ce championnat aux deux meilleures équipes non qualifiées du classement cumulé de la saison.

## Les 10 clubs participants
Ce tableau présente les dix équipes qualifiées pour disputer le championnat 2016-2017. On y trouve le nom des clubs, le nom des stades dans lesquels ils évoluent ainsi que la capacité et la localisation de ces derniers.
| Club                      | Stade                         | Capacité | Ville                |
| Alianza FC                | Camp Luis Ernesto Tapia (es)  | 1 000    | Panama City          |
| Deportivo Árabe Unido     | Stade Armando Dely Valdes     | 1 121    | Colón                |
| Chorrillo FC              | Stade Maracana                | 5 500    | Panama City          |
| SD Atlético Nacional (en) | Stade Maracana                | 5 500    | Panama City          |
| CD Plaza Amador           | Stade Maracana                | 5 500    | Panama City          |
| San Francisco FC          | Stade Agustín Muquita Sánchez | 3 000    | La Chorrera          |
| Santa Gema FC (en)        | Camp Agustín Muquita Sánchez  | 3 000    | Arraiján             |
| Sporting San Miguelito    | Camp Luis Ernesto Tapia (es)  | 1 000    | San Miguelito        |
| Tauro FC                  | Stade Rommel Fernandez        | 32 000   | Panama City          |
| Atlético Veragüense (en)  | Stade Áristocles Castillo     | 3 000    | Santiago de Veraguas |

| \| Panama City : Alianza FC SD Atlético Nacional Chorrillo FC CD Plaza Amador Tauro FC Panama City Deportivo Árabe Unido Atlético Veragüense San Francisco FC Sporting San Miguelito Santa Gema FC \| Localisation des clubs. |
| Panama City : Alianza FC SD Atlético Nacional Chorrillo FC CD Plaza Amador Tauro FC Panama City Deportivo Árabe Unido Atlético Veragüense San Francisco FC Sporting San Miguelito Santa Gema FC                               |

## Compétition
Le tournoi Clausura se déroule de la même façon que le tournoi saisonnier précédent, en deux phases :
- La phase de qualification : les dix-huit journées de championnat.
- La phase finale : les matchs aller-retour allant des demi-finales à la finale.

### Phase de qualification
Lors de la phase de qualification les dix équipes affrontent à deux reprises les neuf autres équipes selon un calendrier tiré aléatoirement.
Les quatre meilleures équipes sont qualifiées pour les demi-finales.
Le classement est établi sur le barème de points classique (victoire à 3 points, match nul à 1, défaite à 0).
Le départage final se fait selon les critères suivants :
- Le nombre de points.
- La différence de buts générale.
- Le nombre de buts marqué.

| Rang | Équipe                     | Pts | J  | G  | N | P  | Bp | Bc | Diff |
| ---- | -------------------------- | --- | -- | -- | - | -- | -- | -- | ---- |
| 1    | CD Plaza Amador            | 40  | 18 | 12 | 4 | 2  | 26 | 10 | +16  |
| 2    | Tauro FC                   | 31  | 18 | 8  | 7 | 3  | 25 | 16 | +9   |
| 3    | Atlético Veragüense (en) P | 28  | 18 | 7  | 7 | 4  | 23 | 14 | +9   |
| 4    | Deportivo Árabe Unido T    | 28  | 18 | 8  | 4 | 6  | 25 | 20 | +5   |
| 5    | San Francisco FC           | 26  | 18 | 7  | 5 | 6  | 22 | 24 | -2   |
| 6    | Chorrillo FC               | 22  | 18 | 5  | 7 | 6  | 18 | 21 | -3   |
| 7    | Sporting San Miguelito     | 19  | 18 | 4  | 7 | 7  | 20 | 22 | -2   |
| 8    | Alianza FC                 | 19  | 18 | 5  | 4 | 9  | 14 | 19 | -5   |
| 9    | Santa Gema FC (en) P       | 18  | 18 | 4  | 6 | 8  | 14 | 18 | -4   |
| 10   | SD Atlético Nacional (en)  | 12  | 18 | 3  | 3 | 12 | 13 | 36 | -23  |

| Légende : Qualifications et relégations | Légende : Qualifications et relégations          |
| --------------------------------------- | ------------------------------------------------ |
|                                         | Qualifié pour les demi-finales                   |
|                                         | T Tenant du titre P Promu de la saison 2015-2016 |

| Résultats (▼dom., ►ext.)                                   | Ali | Ára | Cho | Nac | Pla | Fra | Gem | Spo | Tau | Ver |
| Alianza FC                                                 |     | 1-2 | 1-0 | 0-1 | 0-0 | 1-2 | 1-0 | 1-0 | 1-0 | 0-2 |
| Deportivo Árabe Unido                                      | 1-0 |     | 3-2 | 4-0 | 0-1 | 2-1 | 2-1 | 1-1 | 3-5 | 0-1 |
| Chorrillo FC                                               | 1-3 | 1-0 |     | 2-2 | 1-1 | 1-2 | 1-1 | 1-0 | 1-3 | 1-1 |
| SD Atlético Nacional (en)                                  | 2-0 | 0-2 | 0-1 |     | 0-4 | 0-1 | 0-0 | 1-1 | 0-1 | 0-6 |
| CD Plaza Amador                                            | 2-1 | 2-1 | 1-2 | 1-0 |     | 3-1 | 2-0 | 1-2 | 1-1 | 0-0 |
| San Francisco FC                                           | 2-1 | 2-2 | 0-0 | 3-2 | 0-2 |     | 0-0 | 2-0 | 1-2 | 1-1 |
| Santa Gema FC (en)                                         | 2-2 | 0-1 | 2-1 | 3-1 | 0-1 | 1-0 |     | 2-1 | 1-2 | 0-0 |
| Sporting San Miguelito                                     | 0-0 | 1-1 | 0-0 | 2-3 | 1-2 | 5-1 | 1-0 |     | 0-3 | 1-1 |
| Tauro FC                                                   | 1-1 | 0-0 | 0-1 | 2-1 | 0-1 | 1-1 | 0-0 | 1-1 |     | 2-1 |
| Atlético Veragüense (en)                                   | 1-0 | 1-0 | 1-1 | 3-0 | 0-1 | 0-2 | 2-1 | 1-3 | 1-1 |     |
| - Victoire à domicile - Match nul - Victoire à l'extérieur |     |     |     |     |     |     |     |     |     |     |

### Classement cumulatif
| Rang | Équipe                     | Pts | J  | G  | N  | P  | Bp | Bc | Diff |
| ---- | -------------------------- | --- | -- | -- | -- | -- | -- | -- | ---- |
| 1    | CD Plaza Amador            | 76  | 36 | 21 | 13 | 2  | 47 | 18 | +29  |
| 2    | Tauro FC C                 | 69  | 36 | 19 | 12 | 5  | 55 | 25 | +30  |
| 3    | Deportivo Árabe Unido C    | 57  | 36 | 16 | 9  | 11 | 51 | 37 | +14  |
| 4    | Chorrillo FC               | 55  | 36 | 15 | 10 | 11 | 38 | 35 | +3   |
| 5    | San Francisco FC           | 51  | 36 | 14 | 9  | 13 | 37 | 41 | -4   |
| 6    | Santa Gema FC (en) P       | 43  | 36 | 10 | 13 | 13 | 29 | 31 | -2   |
| 7    | Atlético Veragüense (en) P | 42  | 36 | 10 | 12 | 14 | 30 | 37 | -7   |
| 8    | Alianza FC                 | 41  | 36 | 12 | 5  | 19 | 32 | 44 | -12  |
| 9    | Sporting San Miguelito     | 33  | 36 | 7  | 12 | 17 | 32 | 45 | -13  |
| 10   | SD Atlético Nacional (en)  | 22  | 36 | 5  | 7  | 24 | 24 | 62 | -38  |

| Légende : Qualifications et relégations | Légende : Qualifications et relégations                                        |
| --------------------------------------- | ------------------------------------------------------------------------------ |
|                                         | Ligue des champions de la CONCACAF 2018                                        |
|                                         | Ligue de la CONCACAF 2017                                                      |
|                                         | Relégué en Liga Nacional de Ascenso                                            |
|                                         | C Vainqueur d'un des deux tournois de la saison P Promu de la saison 2015-2016 |

### La Phase Finale
Les quatre équipes qualifiées sont réparties dans le tableau final d'après leur classement général.
En cas d'égalité sur la somme des deux matchs une prolongation et une séance de tirs au but ont éventuellement lieu.

#### Tableau
|  | 1/2 finale               | 1/2 finale               | 1/2 finale | 1/2 finale | 1/2 finale | 1/2 finale            |                       |     | Finale | Finale | Finale | Finale | Finale |  |
|  |                          |                          |            |            |            |                       |                       |     |        |        |        |        |        |  |
|  |                          |                          |            |            |            |                       |                       |     |        |        |        |        |        |  |
|  |                          |                          |            |            |            |                       |                       |     |        |        |        |        |        |  |
|  | CD Plaza Amador          | CD Plaza Amador          | (1)        | 1          | 0          |                       |                       |     |        |        |        |        |        |  |
|  | CD Plaza Amador          | CD Plaza Amador          | (1)        | 1          | 0          |                       |                       |     |        |        |        |        |        |  |
|  | Deportivo Árabe Unido    | Deportivo Árabe Unido    | (4)        | 1          | 1          |                       |                       |     |        |        |        |        |        |  |
|  | Deportivo Árabe Unido    | Deportivo Árabe Unido    | (4)        | 1          | 1          | Deportivo Árabe Unido | Deportivo Árabe Unido | (4) | 0      |        |        |        |        |  |
|  |                          |                          |            |            |            |                       | Deportivo Árabe Unido | (4) | 0      |        |        |        |        |  |
|  |                          | Tauro FC                 | Tauro FC   | (2)        | 1          |                       |                       |     |        |        |        |        |        |  |
|  | Tauro FC                 | Tauro FC                 | Tauro FC   | (2)        | 1          | (2)                   | 1                     | 2   |        |        |        |        |        |  |
|  | Tauro FC                 | Tauro FC                 |            |            |            | (2)                   | 1                     | 2   |        |        |        |        |        |  |
|  | Atlético Veragüense (en) | Atlético Veragüense (en) | (3)        | 1          | 1          |                       |                       |     |        |        |        |        |        |  |
|  | Atlético Veragüense (en) | Atlético Veragüense (en) | (3)        | 1          | 1          |                       |                       |     |        |        |        |        |        |  |

#### Demi-finales
| Club            | Aller | Retour | Club                     | Commentaire |
| CD Plaza Amador | 1-1   | 0-1    | Deportivo Árabe Unido    |             |
| Tauro FC        | 1-1   | 2-1    | Atlético Veragüense (en) |             |

#### Finale
| 27 mai 2017 | Deportivo Árabe Unido | 0:1   | Tauro FC         | Stade Rommel Fernández |  |
|             |                       | (0:0) | 90e Armando Polo |                        |  |

## Bilan du tournoi
| Tournoi de clôture du championnat de football du Panama 2017 |                           |
| Champion                                                     | Tauro FC (11e titre)      |
| Dauphin                                                      | Deportivo Árabe Unido     |
| Qualifications continentales                                 |                           |
| Ligue des champions de la CONCACAF 2018                      | Tauro FC                  |
| Ligue de la CONCACAF 2017                                    | CD Plaza Amador           |
| Ligue de la CONCACAF 2017                                    | Deportivo Árabe Unido     |
| Ligue de la CONCACAF 2017                                    | Chorrillo FC              |
| Promotions et relégations                                    |                           |
| Promus en Liga Panameña de Fútbol                            | CAI La Chorrera           |
| Relégués en Liga Nacional de Ascenso                         | SD Atlético Nacional (en) |

## Statistiques

### Buteurs
| Rang | Nom | Équipe | Buts |
| 1    |     |        | -    |
| 2    |     |        | -    |
| 3    |     |        | -    |